# Gabrio Casati

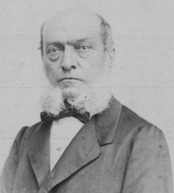
Gabrio Casati

Gabrio Casati (* 2. August 1798 in Mailand; † 13. November 1873 ebenda) war ein italienischer Patriot und Politiker. Von 1837 bis 1848 fungierte er bis zum Ersten Italienischen Unabhängigkeitskrieg als Bürgermeister von Mailand und war vom 27. Juli bis zum 15. August 1848 Ministerpräsident des Königreichs Sardinien-Piemont. Von 1859 bis 1860 war er einige Monate lang Minister für öffentliche Bildung und zwischen 1865 und 1870 zweimal Präsident des Senats des Königreichs Italien.

## Leben
Graf Gabrio Casati stammte aus einer Familie des Mailänder Adels und wurde 1798 als Sohn von Gaspare und der Luigia De Capitani di Settala geboren. Nach seinem Abschluss am Gymnasium von Sant’Alessandro ging er an die Universität von Pavia, wo er am 7. August 1820 das Studium der Rechtswissenschaften abschloss und am 12. August 1821 in den physikalischen und mathematischen Wissenschaften promovierte.
Am Aufstand von 1821 gegen die Österreicher nahm Casati nicht direkt teil, er wollte aber nicht die Karriere eines Angestellten unter einer verabscheuten Regierung verfolgen und beschäftigte sich weiterhin mit Studien, insbesondere in Mathematik. Er heiratete am 13. Januar 1827 die Adelige Luigia Bassi und nahm noch im selben Jahr die Ernennung zum stellvertretenden Direktor des Mailänder Gymnasiums von Sant’Alessandro an. Er weigerte sich aber erneut, die Position des Generaldirektors der Gymnasien für die Lombardei anzunehmen, eine Position, aus der er ein Jahr zuvor durch ein kaiserliches Dekret verdrängt worden war. Am 26. September 1830 verstarb seine zehn Jahre ältere Schwester Teresa Casati, die 1806 die Ehe mit dem Mailänder Patrioten Federico Confalonieri (1785–1846) eingegangen, der wiederum als politischer Flüchtling vor den Österreichern ins Ausland geflüchtet war. Als Casati dann vom Mailänder Stadtrat als Bürgermeister der lombardischen Hauptstadt nominiert wurde, begann am 13. November 1837 seine eigentliche politische Laufbahn. Ab 1838 tauschte er sich mit vielen städtischen Deputationen des Königreich der Lombardei aus, vor allem mit Venedig, das sich bis dahin sehr gescheut hatte, in enge Beziehungen mit der bürgerlichen Vertretung der lombardischen Metropole einzutreten.
Nach der Rückkehr und Beerdigung des Schwagers Confalonieri im Dezember 1846, aus der jene politischen Demonstrationen hervorgingen, aus denen sich die Mailänder Revolution entwickeln sollte, gehörten Casati und seine Berater zu den Ersten, die einen ständigen und offenen Kampf gegen die österreichische Herrschaft führten. Als Graf Casati am 2. Januar 1848 zwischen den Polizeiwachen und der Menge intervenierte, um Blutvergießen zu verhindern, wurde er kurzfristig in der zentralen Polizeistation von Santa Margherita festgesetzt. Als die österreichischen Truppen am folgenden Tag den Volksaufstand unterdrückten, eilte Casati zusammen mit dem Ratsherrn Graf von Belgiojoso zum General Radetzky, um zu protestieren. Casatis folgende Proklamation als Bürgermeister empörte das österreichische Militär und schürte neue Aufruhrbewegungen in den Köpfen der Mailänder.
Am 18. März 1848 trat er vom Regierungspalast direkt an die Spitze des Volkes, wurde aber bei seiner Rückkehr von kaiserlichen Truppen durch eine Salve eines Pelotons zum Rückzug in das Taverna-Viertel gezwungen, wo das Zentrum der Revolution aufgeschlagen wurde. Casati nahm die ihm angebotene Position des Präsidenten der provisorischen Regierung unter der Bedingung an, dass sofort die Hilfe des Königs Carlo Alberto von Sardinien in Anspruch genommen wird, dessen Ankunft in der Lombardei durch eigenhändige Briefe an diesen Souverän und General Ettore di Sonnaz beschleunigt wurde.
Während seiner folgenden kurzen Herrschaft in Mailand lieferte Casati immer wieder Beweise seines Patriotismus: Als z. B. am 29. Mai der von einer tumultartigen Horde begleitete Populist Mazzini in das Regierungsgebäude eingedrungen war und zwang, eine vorbereitende Proklamation auf der Piazza del Marino öffentlich vorzulesen, zerriss er diese und warf die Stücke vom Balkon hinunter. Die Volksmenge war erschüttert von dieser großzügigen Tat, die herzlich applaudierte und den Regierungschef unter den enthusiastischsten Jubeln allmählich in seine Residenz zurückbegleitete.
Am 10. Juni hatte Graf Casati die Ehre, König Carlo Alberto in Garda das fast einstimmige Votum der Lombardei zur Vereinigung mit Piemont zu überreichen, dann ging er im folgenden Monat wegen finanzieller Angelegenheiten nach Turin und wurde vom König dazu aufgefordert dort bleiben, um gemeinsam mit Giacinto Provana di Collegno ein neues Ministerium zu bilden. Am 27. Juli wurde er als Präsident des Ministerrates vereidigt und blieb bis zum 29. August 1848 im Amt Tag, an dem er seinen Rücktritt anbot. Nachdem die Lombardei von den Österreichern wieder besetzt war, bemühte sich Casati, die lombardische Konsultation in der Hauptstadt des Piemont zu versammeln, von der er zum Präsidenten gewählt wurde. Nach der Schlacht von Novara musste er für einige Zeit nach Frankreich, kehrte dann nach Piemont zurück und ließ sich in Turin nieder, um sich auf das Privatleben zu beschränken.
Am 20. Oktober 1853 wurde er zum Senator des Königreichs Sardinien-Piemont ernannt und wurde ein treuer Anhänger der Politik von Camillo Cavour. In den folgenden Jahren lastete der Verluste seiner Söhne schwer auf sein Gemüt: Gerolamo, Hauptmann des Generalstabs in der 5. Brigade der sardischen Expeditionstruppe im Krimkrieg fiel 1855 bei Cernaia und Antonio, der 1857 an einer Krankheit starb. Bei ihm verstärkte sich die Entmutigung durch das Gefühl, beiseite geschoben worden zu sein, als jedoch nach dem Rücktritt von Cavour aufgrund des Waffenstillstands von Villafranca die Regierung an La Marmora übertragen wurde, wurde Casati als Minister für öffentliche Bildung berufen, und trotz der kurzen Dauer des Ministeriums (19. Juli 1859 bis 21. Januar 1860) verband seinen Namen mit einer Schulreform, die das Bildungswesen neu organisierte und vom italienischen Einheitsstaat vollständig umgesetzt wurde.
Graf Gabrio Casati war Grand Cordon des Mauritius-Ordens, Kommandant des Ordens von San Gregorio und Ritter der Ehrenlegion. Er starb 1873 in Mailand, seine sterblichen Überreste wurden im Casati-Mausoleum auf dem Friedhof von Muggiò beigesetzt.